# Slatki korijen
Slatki korijen (glatki sladić, sladić, gospino bilje, slatko drvce, šećerni korijen; lat. Glycyrrhiza glabra), višegodišnja je zeljasta biljka iz porodice bobova (lepirnjača ili mahunarki) Fabaceae.

## Opis
Sladić je višegodišnja zeljasta biljka. Raste pored rijeka na pjeskovitom i glinovitom zemljištu. Stanište mu je u Sredozemlju. Sladić ima snažan, razgranat korijen, i nadzemne i podzemne vriježe. Uspravna stabljika može dostići visinu od 2 metra, a vremenom odrveni u donjem dijelu. Listovi su neparno perasto složeni, s 4-8 pari listića. Cvijet ima specifičnu građu lepirnjača, a krunica je žuto-bijele boje. Plod je u obliku plosnate mahune, smeđe boje.
- G. glabra
- G. glabra
- G. glabra
- G. glabra
- G. glabra

## Ljekoviti sastojci
U medicinske svrhe rabi se osušeni korijen.